# Spearman-Brown-Formel
Die Spearman-Brown-Formel dient dazu, die Reliabilität eines psychologischen Tests zu berechnen, nachdem man seine Länge {\displaystyle l} verändert hat (Länge = Anzahl Items). Dazu wird die Reliabilität (Rel) des ursprünglichen Test benötigt. Die Spearman-Brown-Formel lautet folgendermaßen:
{\displaystyle \operatorname {Rel} (k\cdot l)={\frac {k\cdot \operatorname {Rel} }{1+(k-1)\cdot \operatorname {Rel} }}}
wobei {\displaystyle k} der Faktor ist, um den der Test verlängert (bzw. verkürzt) wurde; Rel ist die Reliabilität.
Rel(k·l) ist die neue Reliabilität, nach der Änderung der Testlänge.
Die Formel kann zum Beispiel dazu verwendet werden, um zu berechnen, wie viel länger ein Test sein müsste, um seine Reliabilität auf einen bestimmten Wert anzuheben.

## Anwendung
Bei der Verlängerung eines Tests um die ursprüngliche Länge kommt es mathematisch bedingt auch zu einer Vergrößerung der Reliabilität des Tests. Diese Vergrößerung der Reliabilität kann durch die Spearman-Brown-Formel erfasst werden. 
Es sei {\displaystyle X} ein Test, der in zwei gleich lange, parallele Hälften {\displaystyle Y} und {\displaystyle Z} unterteilt ist. Die Reliabilität Rel der zwei Testhälften berechnet sich üblicherweise durch ihre Korrelation {\displaystyle r(Y,Z)} bzw. {\displaystyle r(Z,Y)}. Die Reliabilität des Gesamttests {\displaystyle X} ist nun durch folgenden Ausdruck gegeben:
{\displaystyle \operatorname {Rel} (X)={\frac {2\cdot \operatorname {r} (Y,Z)}{1+\operatorname {r} (Y,Z)}}}
Wird die Reliabilität des Gesamttests auf diese Weise berechnet, so spricht man von Split-Half-Reliabilität oder auch Testhalbierungs-Reliabilität.